# Ohrazenice (Semilyi járás)
Ohrazenice település Csehországban, Semilyi járásban. Ohrazenice Jenišovice, Paceřice, Lažany, Turnov és Přepeře településekkel határos. Lakosainak száma 1119 fő (2024. január 1.).

## Népesség
A település lakosságának változását az alábbi diagram mutatja:
| Lakosok száma | 543  | 576  | 729  | 672  | 688  | 1036 | 1112 | 1092 | 1134 | 1119 |
|               | 1869 | 1890 | 1921 | 1950 | 1980 | 2001 | 2017 | 2019 | 2022 | 2024 |